# Karl von Perfall

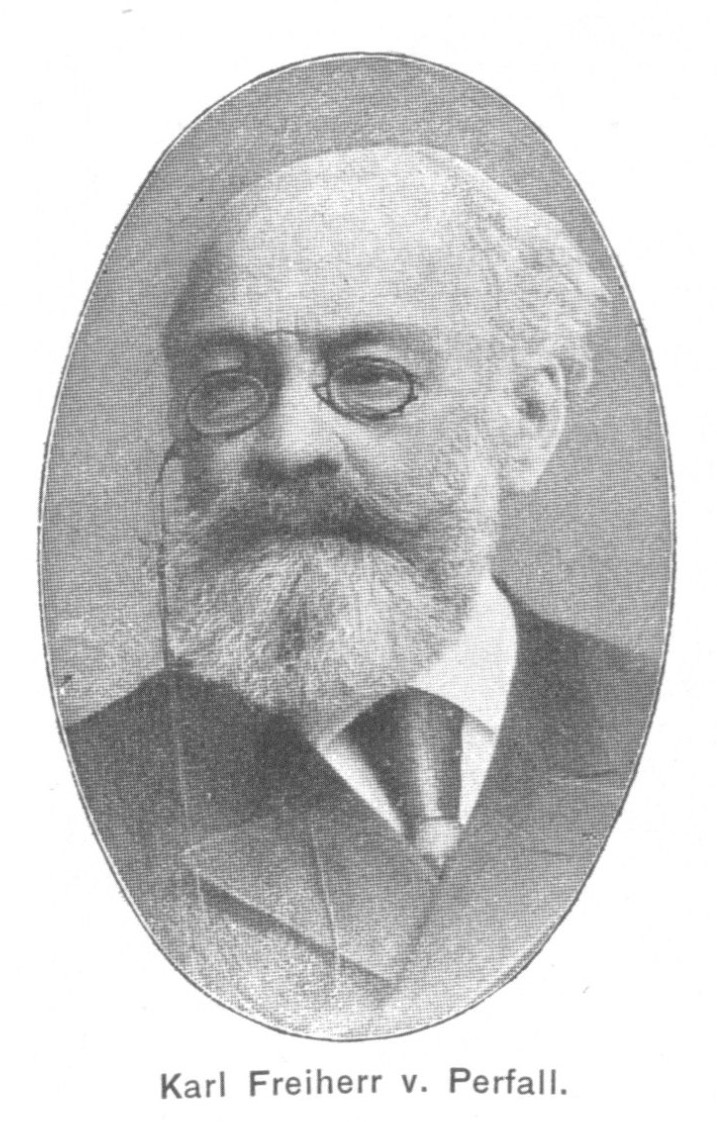
Karl von Perfall im Jahre 1901

Karl August Franz Sales Freiherr von Perfall (* 29. Januar 1824 in München; † 15. Januar 1907 ebenda) war 1868 bis 1892 Intendant der königlich bayerischen Hof- und Residenztheater.

## Leben
Perfalls Vater, der königliche Kämmerer Emanuel von Perfall auf Greifenberg, stammt aus dem altbayerischen Adelsgeschlecht Perfall. Seine Mutter Franziska Freiin von Rolshausen auf Türnich kam aus Köln. Bereits als Kind erhielt Karl von Perfall Musikunterricht. Nach der erfolgreichen Aufführung seiner Kompositionen zum Künstler-Maskenfest 1849 im Odeon entschloss er sich, Berufsmusiker zu werden, obgleich ihm nach hervorragendem juristischen Examen eine Karriere im Staatsdienst in der Verwaltung sicher gewesen wäre. Er wurde Schüler von Moritz Hauptmann, Leipziger Thomaskantor.
1851 heiratete Karl von Perfall Julie von Reichert (1824–1874), die Tochter des Gerichtsdirektors Ignaz Ritter von Reichert. Sie hatten vier Kinder, darunter: Ludwig (1851–1910), später Generalmajor, Emanuel, später Hofmarschall und persönlicher Adjutant von Prinz Leopold von Bayern sowie Julie, die spätere Frau des Malers Otto Hierl-Deronco.
1852 war Perfall Dirigent des Münchner Gesangvereins Liedertafel und komponierte Lieder, Chorwerke, Konzertstücke und die Musik zu den Künstlermaskenfesten 1850–1852 und 1854. 1853 wurde seine erste Oper, Sakuntala, in München uraufgeführt. 1854 gründete er den Münchener Oratorienverein, den er bis 1864 leitete, und 1855 erfolgte die Ernennung zum königlichen Kammerherren.
1859 bis zu seinem Tode war er Mitglied der Zwanglosen Gesellschaft München.
1864 wurde Karl von Perfall Hofmusikintendant, 1867 Intendant der königlich bayerischen Hoftheater und 1872 Generalintendant.

### Intendant der bayerischen Hoftheater
Durch 742 Aufführungen der Werke Richard Wagners hat Karl von Perfall einen wesentlichen Anteil an dessen Durchbruch. Dabei stand er persönlich Wagner durchaus kritisch gegenüber. Dass er ihn dennoch so intensiv förderte, lag nicht zuletzt an seiner Loyalität zu König Ludwig II., aber auch an der Anerkennung von Wagners Genie.
1870 erfolgte die Übernahme des Theater am Gärtnerplatz. 1881 veranstaltete Karl von Perfall die ersten Wagner-Festspiele. In die Amtszeit Perfalls fielen die Uraufführungen von Wagners Tristan und Isolde, Meistersinger von Nürnberg und des Ring des Nibelungen. 1892 wurde sein Rücktrittsgesuch zum 25-jährigen Jubiläum als Intendant des königlichen Hoftheaters noch abgelehnt, 1893 dann teilweise genehmigt, indem Ernst von Possart zum Generalintendanten des Hoftheaters ernannt wurde und Perfall auf eigenen Wunsch Generalintendant der Hofmusik bis Ende 1906 und Direktor der Akademie der Tonkunst bis 1901 blieb. Nach seinem Ausscheiden aus diesen Ämtern wurde er jeweils zum Ehrenpräsidenten der beiden Institutionen ernannt. Er starb nur zwei Wochen nach seiner letzten Ehrung.
Von ihm existieren Bildnisse, die Franz von Lenbach 1888 und 1899 gemalt hat. 1902 und 1904 malte ihn außerdem sein Schwiegersohn Otto Hierl-Deronco im Frack und in Uniform als 1. Hofcharge.
Karl von Perfall starb 1907 im Alter von 82 Jahren in München.

## Grabstätte

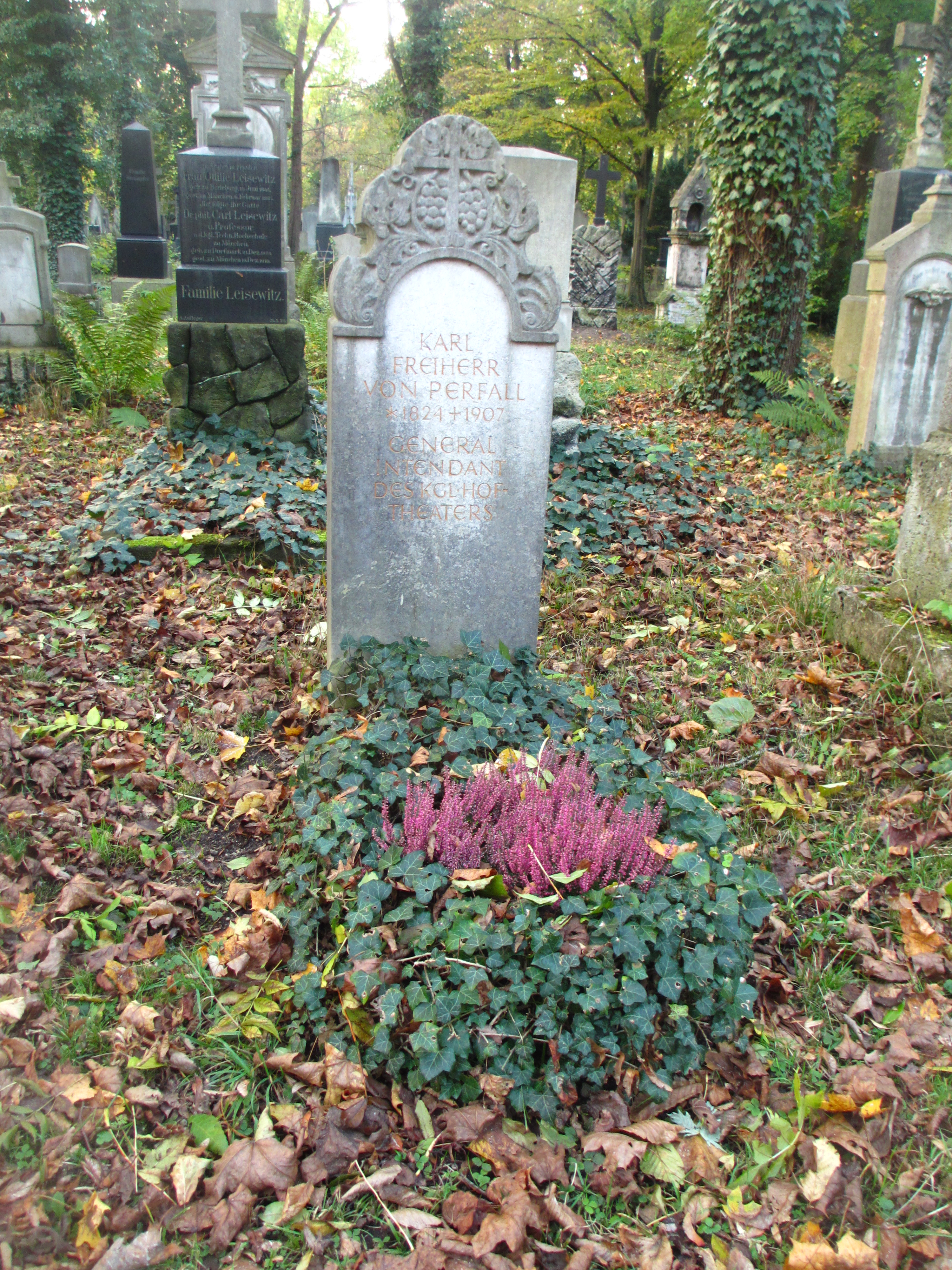
Grab von Karl Perfall auf dem Alten Südlichen Friedhof in München

Die Grabstätte von Karl Perfall befindet sich auf dem Alten Südlichen Friedhof in München (Gräberfeld 31 – Reihe 1 – Platz 28) Standort.

## Werke (Auswahl)

### Opern
- 1853: Sakuntala
- 1863: Das Konterfei
- 1881: Raimondin
- 1886: Junker Heinz
- 1859: Das Märchen Undine
- Das Märchen Dornröschen

### Musik zu Schauspielen
- Perikles
- Esther

## Ehrungen
- 1900: Grand Cordon im Leopoldsorden.[3]

## Schriften
- Karl von Perfall: Ein Beitrag zur Geschichte der königlichen Theater in München. München 1894, online – Internet Archive.